# 待井和江
待井 和江（まちい かずえ、1918年7月5日 - 2011年10月8日）は、日本の保育学者。大阪社会事業短期大学名誉教授。

## 生涯
朝鮮咸鏡南道元山府（現北朝鮮江原道元山市）生まれ。大分県出身。1940年奈良女子高等師範学校卒業。結婚し夫の仕事で満洲へ渡り、京城第二高等女学校教諭。敗戦で引揚げ、1952年大阪府立大阪社会事業短期大学助手、1958年助教授、1968年教授、1982年名誉教授、 四條畷学園女子短期大学教授、武庫川女子大学教授。
長男は元大阪大学助教授・医師の待井隆志。

## 著書
- 『私の歩んだ道 保育所保育とともに56年』ミネルヴァ書房 2008

### 共編著
- 『保育ハンドブック』碓井隆次共著 六月社 1962
- 『保育小辞典』碓井隆次共編 ミネルヴァ書房 1971
- 『乳幼児保育ハンドブック』碓井隆次共著 ミネルヴァ書房 1973
- 『1歳児保育』編著 全国社会福祉協議会 年齢別保育実践シリーズ 1974
- 『保育ガイドブック 新版』井上肇,小関康之共編著 川島書店 1977
- 『望ましい経験や活動シリーズ 13 描画・版画・紙製作』川原佐公共編集 チャイルド本社 1979
- 『保母養成講座 第11巻 改訂 保育実習 保育実践と保育実技』共著 全国社会福祉協議会 1980
- 『望ましい経験や活動シリーズ 17 粘土・ダンボール・木による造形』川原佐公共編集 チャイルド本社 1981
- 『保母生活日記』編著 中央法規出版 1982
- 『現代の保育学 4 保育原理』編 ミネルヴァ書房 1983
- 『子どもの発達と施設保育』鈴木政次郎共編 中央法規出版 現代子育てシリーズ 1983
- 『現代の保育学 8 乳児保育』福岡貞子共編 ミネルヴァ書房 1984
- 『現代の保育学 10 小児栄養』坂口りつ子共編 ミネルヴァ書房 1984
- 『保育者の家庭指導』編著 中央法規出版 1984
- 『現代の保育学 6 保育実習』福岡貞子共編著 ミネルヴァ書房 1985
- 『子どもと地域社会』川原佐公共編 中央法規出版 現代子育てシリーズ 1985
- 『乳児保育の実践と保育方法』共著 日本保育協会 保育実践講座 1986
- 『望ましい経験や活動シリーズ 4 ごっこ』共編 チャイルド本社 1986
- 『子ども中心の保育実践 望ましい援助をめざして』川原佐公共編著 ひかりのくに 1992
- 『保育原理』泉千勢共編著 東京書籍 新現代幼児教育シリーズ1994
- 『乳児保育 幼児教育科・保育科・保母養成課程用』川原佐公共編著 東京書籍 新現代幼児教育シリーズ 1995
- 『保育内容論』川原佐公、野沢正子共編著 東京書籍 新現代幼児教育シリーズ 1995
- 『保育実習・教育実習』改題新版 福岡貞子共編著 ミネルヴァ書房 現代の保育学 1997
- 『改訂保育所保育指針全文の読み方』石井哲夫共編 全国社会福祉協議会 1999

### 記念論文集
- 『障害児保育論 その理論と方法 待井和江先生古稀記念論文集』全国社会福祉協議会 1988